# Vên
«Vên» — демо-альбом швейцарської фолк-метал групи Eluveitie. Вперше вийшов 18 жовтня 2003 року за власні кошти гурту. В серпні 2004 року його перевидали під лейблом Fear Dark Records. Друге перевидання вийшло навесні 2008 року за підтримки Twilight Records.

## Список пісень
| #     | Назва                   | Тривалість |
| ----- | ----------------------- | ---------- |
| 1.    | «D'vêritû agâge d'bitu» | 02:29      |
| 2.    | «Uis Elveti»            | 04:12      |
| 3.    | «Ôrô»                   | 02:50      |
| 4.    | «Lament»                | 03:34      |
| 5.    | «Druid»                 | 06:18      |
| 6.    | «Jêzaïg»                | 04:45      |
| 24:08 |                         |            |